# Kurt Strand
Kurt Strand Olesen (født 11. oktober 1955) er uddannet journalist 1976-1980 fra Danmarks Journalisthøjskole i Århus og med praktik på Aktuelt i Hillerød og København. 
Han indledte sin karriere som skrivende journalist på Socialistisk Dagblad, Demokraten Weekend og Arbejdsmiljøfondet. 
I perioden 1985-2010 var Kurt Stand ansat ved Danmarks Radio.
Fra efteråret 2010 har Kurt Strand været selvstændig journalist med bl.a. foredrag, konferencer og undervisning på programmet. Desuden arbejder han freelance for bl.a. DR2, P1 og som vært og interviewer på interviewserien "Tanker til tiden" på jyskebank.tv.. Siden 2012 har Kurt Strand ligeledes været vært på TV 2 News' mediemagasin, Presselogen. 
Kurt Strand lægger desuden navn til studenterbaren på Danmarks Medie- og Journalisthøjskole i Aarhus: Kurt Strandbar.

## Tiden hos DR
Hos Danmarks Radio udfyldte Kurt Strand i sine første år roller som intern underviser, redaktionssekretær, studievært og reporter på Københavns Radio fra 1985-1991. I 1991 var Kurt Strand reporter og studievært på GoDanmark, og fra 1991-1995 var Strand på P3. Strand har også været i P1-Dokumentargruppe. Kurt Strand var studievært i programmet Profilen fra 1997. Fra 2004 var han også at finde på RadioProfilen, P1. Fra sommeren 2004 var han vært på programmet Deadline. Kurt Strand forlod i 2010 Danmarks Radio efter eget ønske.

## Kurt Strand har modtaget følgende priser
(ufuldstændig liste)
- 1998: Kristian Dahls Mindelegat, også kaldet "Den lille Cavlingpris". Prisen uddeles én gang om året af Dansk Journalistforbund for en lødig og bemærkelsesværdig indsats. Prisen er på 15.000 kr.
- 1998: Danmarks Radios Sprogpris

## Medlemskaber
- Medlem af Cavlingkomitéen fra 1998-2013, formand fra 2010-2013. Cavlingkomitéen uddeler hvert år i januar årets Cavlingpris, og er nedsat af Dansk Journalistforbunds hovedbestyrelse.